# Midville
Midville es una ciudad ubicada en el condado de Burke en el estado estadounidense de Georgia. En el año 2000 tenía una población de 457 habitantes.

## Geografía
Midville se encuentra ubicada en las coordenadas 32°49′17″N 82°14′12″O / 32.82139, -82.23667 (32.821321, -82.236586).
Según la Oficina del Censo, la localidad tiene un área total de 5,2 km² (2 mi²), de la cual 5,2 km² (2 mi²) es tierra y 0 km² (0 mi²) (0.00%) es agua.

## Demografía
Según la Oficina del Censo en 2000 los ingresos medios por hogar en la localidad eran de $19,625, y los ingresos medios por familia eran $35,417. Los hombres tenían unos ingresos medios de $34,286 frente a los $21,250 para las mujeres. La renta per cápita para la localidad era de $9,408. 